# Собор Святого Мэла
Собор Святого Мэла (англ. St Mel’s Cathedral) — католический собор епархии Арды и Клонмакнойса. Находится в городе Лонгфорд, графство Лонгфорд, Ирландия. Построен в середине XIX века, собор называли «флагманским собором» центральных ирландских графств, «знаковым строением» Лонгфорда и «одним из лучших католических церквей в Ирландии». Собор посвящён святому Мэлу (ум. в 488), который прибыл в Ирландию со святым Патриком и был рукоположен в епископы в Арде, графство Лонгфорд.
Утром на католическое Рождество 2009 года в соборе вспыхнул пожар. После реставрации собор вновь открылся для прихожан в декабре 2014 года.

## История
Собор представляет собой каменное здание в неоклассическом стиле в северо-восточной части города. Строительство было начато в 1840 году по проекту Джозефа Б. Кина; 19 мая 1840 года епископ Арды и Клонмакнойса Уильям О’Хиггинс заложил первый камень фундамента (взятый из разрушенного собора в близлежащей Арде). Строительство было прервано Великим голодом; 29 сентября 1856 года церковь была открыта для прихожан преемником О’Хиггинса, преподобным Джон Килдаффом.
Крыша поддерживается 24 известняковыми колоннами, добытыми в соседнем Ньютаун-Кашеле. Колокольня, возведённая в 1860 году, спроектирована Джоном Бурком, а портик 1889 года — Джорджем Эшлином. Освящение собора состоялось 19 мая 1893 года. В студии Гарри Кларка разработали витражи в трансептах. В 1975 году Рэй Кэрролл обновил интерьер, среди прочего добавив гобелен «Второе пришествие» за епископским престолом. Имоджен Стюарт изобразила «Святой Дух» над купелью для крещения.

## Пожар в 2009 году
В 5 часов утра 25 декабря 2009 года в задней части здания начался пожар. Тушение было осложнено замерзшими трубами для воды пожарных машин, в результате чего пожар продолжался в несколько часов. В какой-то момент пламя поднялось на 18 метров. По словам епископа Арды и Клонмакнойса Колма О’Рейли, который отслужил полуночную мессу в соборе за несколько часов до начала пожара, собор Святого Мэла полностью выгорел. Предпринимались попытки спасти колокольню, однако они оказались безуспешны.
Расследование причин пожара было затруднено из-за плохого состояния здания; Гарда Шихана опрашивала свидетелей, что, по словам официального представителя, является «обычным расследованием». Ущерб, нанесенный собору, составил около 30 миллионов евро. Епископ О’Рейли обязался восстановить его. В пожаре был утрачен посох святого Мэла.
Гарда Шихана начала осмотр собора 6 января 2010 года; два дня спустя они дали заключение, что это не был поджог. Было установлено, что возгорание произошло в старом дымоходе в задней части собора, огонь перекинулся в ризницу через старые смотровые люки.

## Реставрация
18 сентября 2011 года руины собора были открыты для публики впервые после пожара, и тысячи людей пришли посмотреть на собор.
Новый алтарь был освящён в марте 2014 года, собор вновь открылся в канун Рождества 2014 года. Стоимость реставрации составила 30 миллионов евро. Среди особенностей отреставрированного собора — алтарь из каррарского мрамора, созданный Томом Глендоном; серебряный табернакль, созданный Имоджен Стюарт и Вики Донован; орган, состоящий из 2307 труб, построенный Фрателли Руффатти; и витражи, созданные доминиканским священником Кимом Эн Джунгом.

## В популярной культуре
Силуэт собора изображён на эмблеме футбольного клуба «Лонгфорд Таун».